# العلاقات السويدية الصربية
العلاقات السويدية الصربية هي العلاقات الثنائية التي تجمع بين السويد وصربيا.

## مقارنة بين البلدين
هذه مقارنة عامة ومرجعية للدولتين:
| وجه المقارنة                                              | السويد                                                                               | صربيا                                                      |
| --------------------------------------------------------- | ------------------------------------------------------------------------------------ | ---------------------------------------------------------- |
| المساحة (كم2)                                             | 450.30 ألف                                                                           | 88.36 ألف                                                  |
| عدد السكان (نسمة)                                         | 10.16 مليون                                                                          | 7.02 مليون                                                 |
| الكثافة السكانية (ن./كم²)                                 | 22.56                                                                                | 79.45                                                      |
| العاصمة                                                   | ستوكهولم                                                                             | بلغراد                                                     |
| اللغة الرسمية                                             | اللغة السويدية، لغات السامي، اللغة الفنلندية، منكيلي، اللغة الرومنية، اللغة اليديشية | اللغة الصربية                                              |
| العملة                                                    | كرونة سويدية                                                                         | دينار صربي                                                 |
| الناتج المحلي الإجمالي (بليون دولار)                      | 538.04 مليار                                                                         | 41.43 مليار                                                |
| الناتج المحلي الإجمالي (تعادل القوة الشرائية) بليون دولار | 469.01 مليار                                                                         | 100.13 مليار                                               |
| الناتج المحلي الإجمالي الاسمي للفرد دولار أمريكي          | 50.58 ألف                                                                            | 5.24 ألف                                                   |
| الناتج المحلي الإجمالي للفرد دولار أمريكي                 | 45.30 ألف                                                                            | 13.59 ألف                                                  |
| مؤشر التنمية البشرية                                      | 0.907                                                                                | 0.771                                                      |
| رمز المكالمات الدولي                                      | +46                                                                                  | +381                                                       |
| رمز الإنترنت                                              | .se                                                                                  | .rs، .срб ‏                                                 |
| المنطقة الزمنية                                           | توقيت وسط أوروبا، ت ع م+01:00، ت ع م+02:00، أوروبا/ستوكهولم ‏                         | توقيت وسط أوروبا، ت ع م+01:00، ت ع م+02:00، أوروبا/بلغراد ‏ |

## مدن متوأمة
في ما يلي قائمة باتفاقيات التوأمة بين مدن سويدية وصربية:
- ترتبط ستوكهولم مع بلغراد باتفاقية توأمة.

## منظمات دولية مشتركة
يشترك البلدان في عضوية مجموعة من المنظمات الدولية، منها:
| علم المنظمة | اسم المنظمة                               | تاريخ انضمام السويد | تاريخ انضمام صربيا |
| ----------- | ----------------------------------------- | ------------------- | ------------------ |
|             | وكالة ضمان الاستثمار متعدد الأطراف        | 12 أبريل 1988       | 19 مارس 1993       |
|             | الأمم المتحدة                             | 19 نوفمبر 1946      | 1 نوفمبر 2000      |
|             | الفريق المعني برصد الأرض                  | ?                   | ?                  |
|             | منظمة حظر الأسلحة الكيميائية              | ?                   | ?                  |
|             | منظمة الشرطة الجنائية الدولية             | ?                   | ?                  |
|             | منظمة الأمن والتعاون في أوروبا            | 25 يونيو 1973       | 3 يونيو 2006       |
|             | مؤسسة التنمية الدولية                     | 24 سبتمبر 1960      | 25 فبراير 1993     |
|             | يونسكو                                    | 23 يناير 1950       | 20 ديسمبر 2000     |
|             | مجلس أوروبا                               | ?                   | 3 أبريل 2003       |
|             | الاتحاد البريدي العالمي                   | ?                   | ?                  |
|             | البنك الدولي للإنشاء والتعمير             | 31 أغسطس 1951       | 25 فبراير 1993     |
|             | المنظمة الهيدروغرافية الدولية             | ?                   | ?                  |
|             | الاتحاد الدولي للاتصالات                  | 1866                | 1 يونيو 2001       |
|             | مؤسسة التمويل الدولية                     | 20 يوليو 1956       | 25 فبراير 1993     |
|             | المنظمة الأوروبية لسلامة الملاحة الجوية   | 1995                | 2005               |
|             | المركز الدولي لتسوية المنازعات الاستشارية | 28 يناير 1967       | 8 يونيو 2007       |
|             | مجموعة الموردين النوويين                  | ?                   | ?                  |

## أعلام
هذه قائمة لبعض الشخصيات التي تربطها علاقات بالبلدين:

## وصلات خارجية
- موقع وزارة الخارجية السويدية
- موقع وزارة الخارجية الصربية